# Sáfrány Péter
Sajókazai Sáfrány Péter, Sáfrán (Tiszadob (Szabolcs megye), 1846. június 21. – Máramarossziget, 1890. március 23.) református líceumi tanár.

## Élete
Tiszadobon született, ahol atyja községi jegyző volt. Sáfrány a gimnáziumot és bölcseletet Debrecenben végezte és ekkor sajátította el a német és francia nyelvet. Szülei elhalálozván, 1864-ben kénytelen volt nevelői állást vállalni a Rényi máramarosmegyei családnál, ahol öt évig működött; időközben magánúton letette a jogi és az elméleti bírói vizsgát. 1869-ben a máramarosszigeti református líceum igazgatósága megválasztotta tanárának, itt haláláig működött.
Cikkei a Néptanítók Lapjában (1868. Levele Ferenczvölgy tanügyéről); a Honban (1872. 31. sz. Emlékezés Darwinra); az Országos Tanáregylet Közlönyében (VIII. 1874-75. Észrevételek: A vallás iskoláinkban cz. czikkre); a Magyar Protestáns Egyházi és Iskolai Figyelmezőben (V. 1874. Az 1605. nov. 5-ének emléke Angliában, VI. 1875. Luther mint nyelvreformátor és az ő méltatói); a máramaros-szigeti ev. ref. lyceum Értesítőjében (1875. A jellemfejlesztés, mint a nevelés eszményképe); az Ellenőrben (1880. 449. sz. A hol Petőfi és Julia szerelme született).

## Munkái
- A latin nyelv elemei. Olvasmányok, alaktan és szótár. Írta Henneberg Ágoston. Ford. s bőv. ellátta... Máramaros-Sziget, 1877.
- A regényírás története rövid vázlatban. Máramaros-Sziget, 1880.